# 24e régiment de chasseurs à cheval
le  24e régiment de Chasseurs à cheval est une unité de cavalerie de l’armée française. Créé pendant les guerres de la Révolution française en 1793, le régiment combat également pendant les guerres napoléoniennes et est dissout en 1814.

## Création et différentes dénominations
- 14 mars 1793 : Création du 24e régiment de chasseurs à cheval ; il est composé de cavaliers volontaires de l'armée des Pyrénées
- 1814 : Le 24e régiment de chasseurs à cheval est dissous peu de temps après l'abdication de Napoléon Ier.

## Chefs de corps
- 1er janvier 1794 : Barthélémy Schevesteigre[1] ou Schweinsteiger[2] dit « Chef de brigade Barthélémy »[3]
- 24 avril 1802 : Colonel Antoine Maurin[4]
- 1er juillet 1807 : Vivant-Jean Brunet-Denon
- 12 juillet 1809 : Colonel Auguste Jean Ameil
- 11 mars 1813 : Colonel Pierre Henry Schneit
- de janvier à avril 1814: Chef d'escadron Jean Pierre LIAN, Chevalier de l'Empire.

## Historique des garnisons, campagnes et batailles

### Guerres de la Révolution française (1792-1802)
- 1794-1795 : Armée des Pyrénées occidentales
- 1796-1801 : Armée d'Italie

### Guerres napoléoniennes (1803-1815)
- 1805:
  - Bataille de Caldiero
  - Passage de la Brenta
  - Passage du Tagliamento
- 1807: Campagne de Prusse et de Pologne
  - Eylau
  - Guttstadt
  - Friedland
- 1808 :
  - Barcelone
  - Figuieres
  - Porto
- 1809 : Campagne d'Allemagne et d'Autriche
  - Essling
  - Wagram
- 1811 : Fuentes-d'Onoro
- 1812 : Campagne de Russie
  - Obroiarzina
  - Polotsk
  - Beresina
- 1813 : Campagne d'Allemagne
  - Goldberg
  - Katzbach
  - Siège de Dantzig
  - Leipzig
  - Hanau
- 1814 : Campagne de France
  - Saint-Tron
  - Champaubert
  - 14 février 1814 : Bataille de Vauchamps
  - Vendeuvre
  - Tusigny
  - Troyes
  - Saint-Dizier
  - 28 mars : Bataille de Claye et Combat de Villeparisis

### Première Guerre mondiale
Une recréation du régiment en 1915 est évoqué dans les Cahiers de la SABRETACHE ( Les chasseurs à cheval, nouvelle série n°138 , 4e trimestre 1998, page 215 ), mais il n'existe pas de JMO pour ce régiment sur le site journal de marche 1914-1918.

## Traditions et uniformes

### Étendard
[Information douteuse]
- Essling,1809
- Wagram, 1809

### Uniformes

Uniformes en 1807
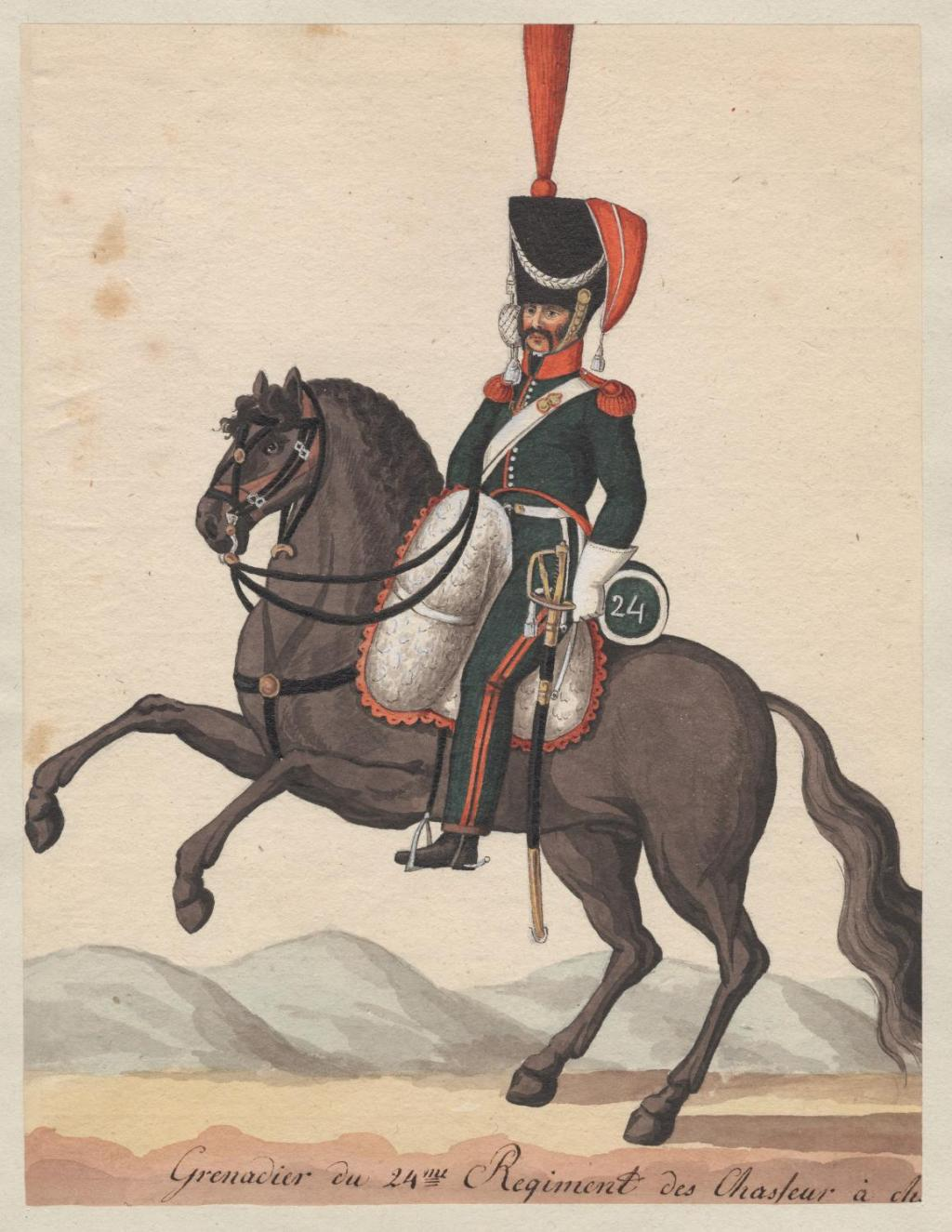
Uniforme des grenadiers (montés) du régiment
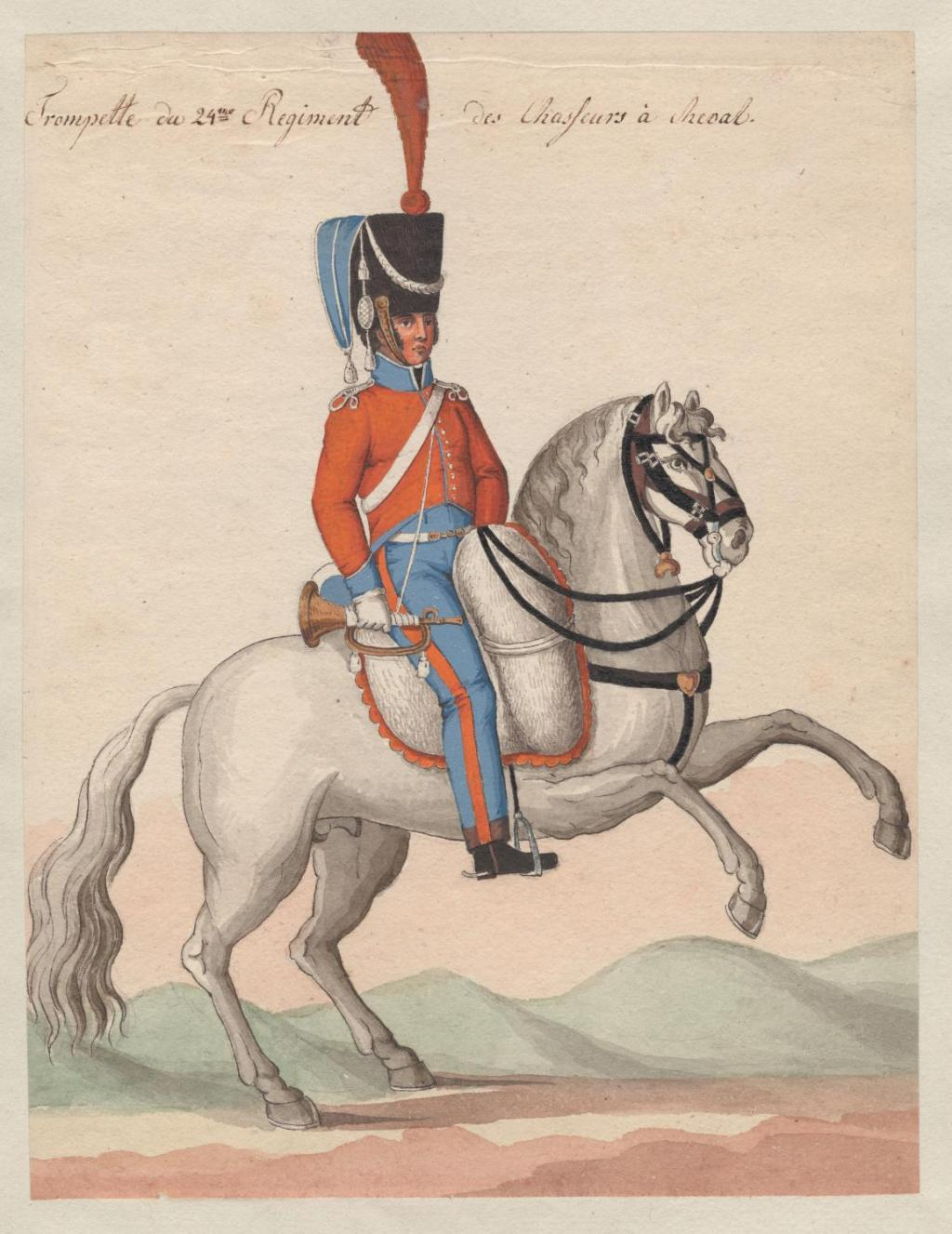
Uniformes des trompettes du régiment
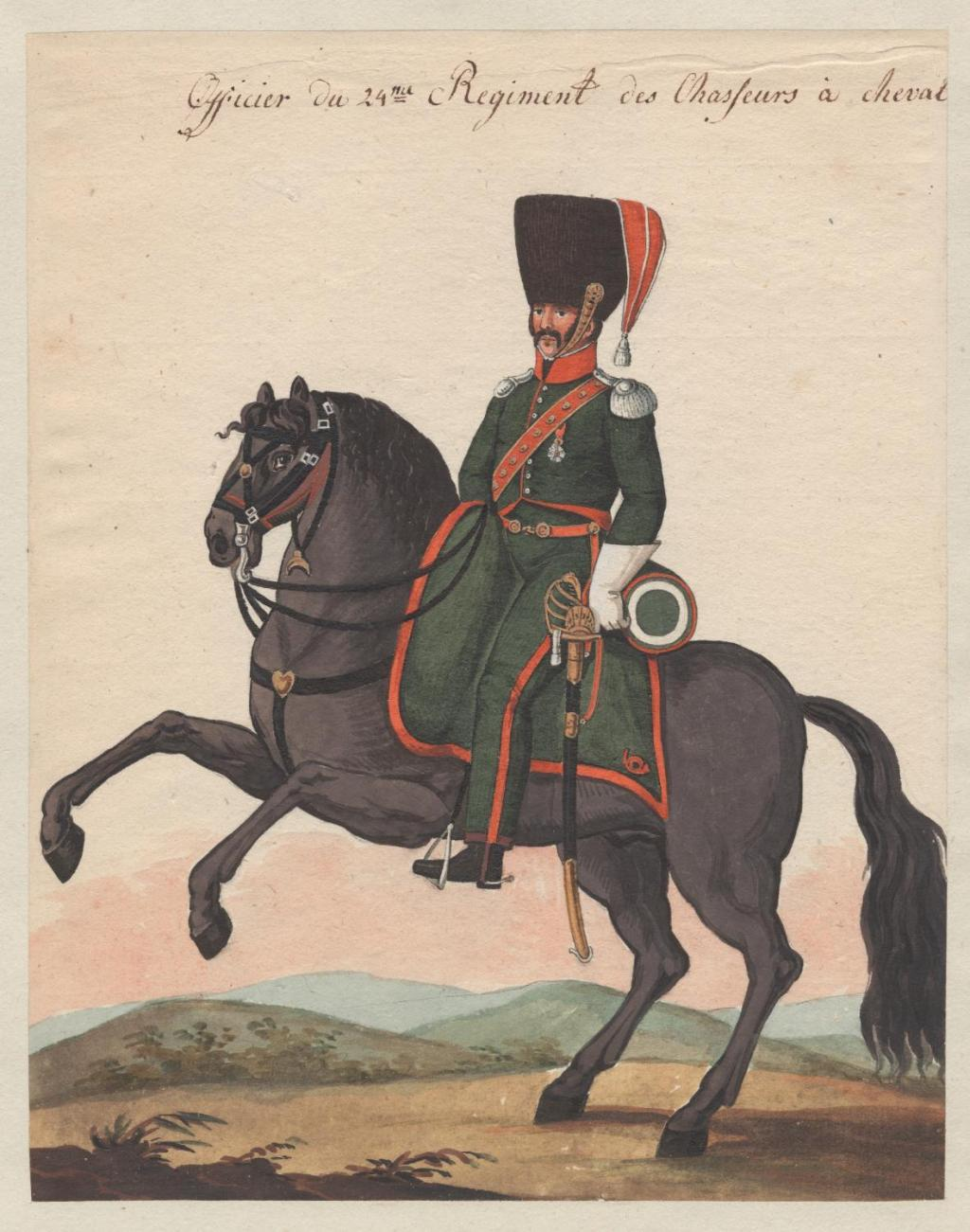
Uniforme des officiers du régiment
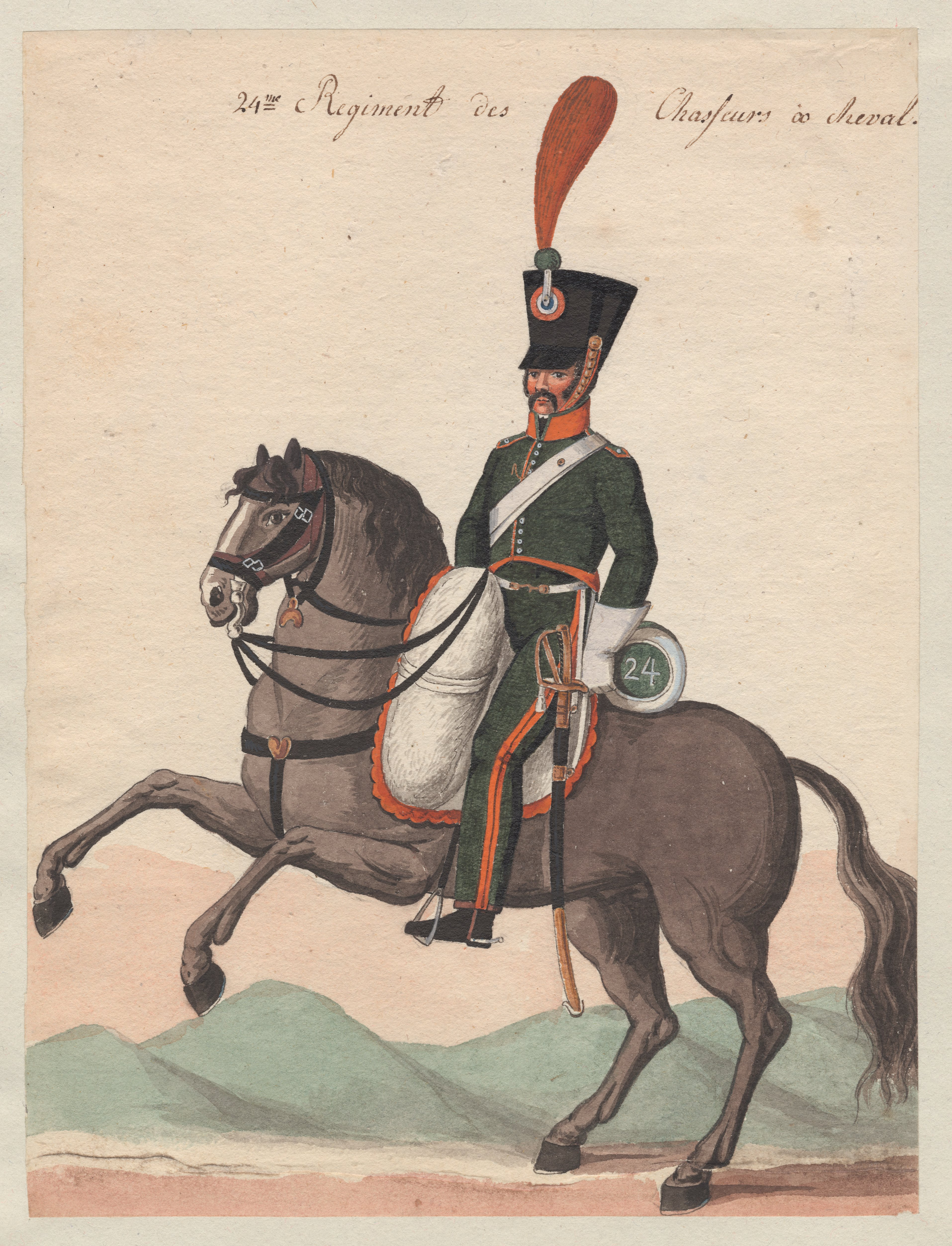
Uniforme des chasseurs du régiment

## Personnages célèbres ayant servi au24eRégiment de Chasseurs à cheval
- Auguste Jean Ameil, colonel de 1809 à 1812
- Vivant-Jean Brunet-Denon, colonel en 1807
- Bertrand Pierre Castex, au régiment en 1793
- Pierre Guillaume Chaudron-Roussau, au régiment en 1794
- Nicolas-François Christophe (major en l'an XII puis colonel « à la suite » en 1807)
- Gérard Lacuée alors chef d'escadron en 1800
- Adelaïde Blaise François Le Lièvre de La Grange, rejoint le régiment en 1800
- Georges Hippolyte Le Sénécal, lieutenant en 1793
- Antoine Maurin, nommé chef de brigade (chef de corps) du régiment en 1802
- Aimé Jacques Marie Constant de Moreton de Chabrillan, chef d'escadron en 1813
- Bernard Prués, sous-lieutenant en 1793 puis lieutenant au régiment jusqu'en 1805
- Joseph Louis Armand Robert, capitaine au régiment en 1793.

## Sources et références
1. ↑  Service Historique de la Défense, Registre du contrôle des officiers du 24e régiment de chasseurs, ex Dragons de la Montagne 1793-An 7
2. ↑  Service Historique de la Défense, Dossier administratif 2 Ye 3555 SCHWEINSTEIGER Barthélémy
3. ↑   nom d'origine allemande qu'on trouve orthographié de multiples manières, est donc souvent utilisé le surnom Barthélémy dans les registres et c'est ainsi qu'il signe comme Chef de brigade
4. ↑  Service Historique de la Défense, dossiers sur le 24e chasseurs à cheval dans la série X